# Eleições europeias de 2019 (Alemanha)
As eleições europeias de 2019 na Alemanha, realizadas a 26 de maio, serviram para eleger os 96 deputados nacionais para o Parlamento Europeu durante as eleições europeias.

## Lei eleitoral
Desde das eleições europeias de 2014, a Alemanha não tem qualquer Cláusula de barreira eleitoral necessária para que um partido consiga obter representantes para o Parlamento Europeu. Tal permitiu que diversos pequenos partidos tenham conseguido eleger deputados, visto precisarem de obter apenas 0,5% dos votos para conseguirem obter representação graças ao Método de Sainte-Laguë.
Embora o Conselho Europeu tenha recomendado que países com mais de 35 deputados europeus tenham uma cláusula eleitoral entre os 2 e 5% dos votos, o governo alemão abandonou os seus planos para impor uma cláusula de 2% para as eleições, e assim não haverá cláusulas nenhumas para estas eleições.

## Composição atual

### Partidos nacionais
| Partido | Partido                            | Deputados | Grupo parlamentar                                 |
| ------- | ---------------------------------- | --------- | ------------------------------------------------- |
|         | União Democrata-Cristã             | 29 / 96   | Grupo do Partido Popular Europeu                  |
|         | Partido Social-Democrata           | 27 / 96   | Aliança Progressista dos Socialistas e Democratas |
|         | Aliança 90/Os Verdes               | 11 / 96   | Verdes/Aliança Livre Europeia                     |
|         | A Esquerda                         | 7 / 96    | Esquerda Unitária Europeia/Esquerda Nórdica Verde |
|         | União Social-Cristã                | 5 / 96    | Grupo do Partido Popular Europeu                  |
|         | Partido Democrático Liberal        | 3 / 96    | Aliança dos Liberais e Democratas pela Europa     |
|         | Alternativa para a Alemanha        | 1 / 96    | Europa da Liberdade e da Democracia Directa       |
|         | Eleitores Livres                   | 1 / 96    | Aliança dos Liberais e Democratas pela Europa     |
|         | Partido Nacional Democrático       | 1 / 96    | Não-Inscritos                                     |
|         | Partido Democrático Ecológico      | 1 / 96    | Verdes/Aliança Livre Europeia                     |
|         | Die PARTEI                         | 1 / 96    | Não-Inscritos                                     |
|         | Aliança C - Cristãos pela Alemanha | 1 / 96    | Reformistas e Conservadores Europeus              |
|         | Reformistas Liberal-Conservadores  | 1 / 96    | Reformistas e Conservadores Europeus              |
|         | O Partido Azul                     | 1 / 96    | Europa das Nações e das Liberdades                |
|         | Independentes                      | 5 / 96    |                                                   |

### Grupos parlamentares europeus
| Grupo | Grupo                                             | Deputados |
| ----- | ------------------------------------------------- | --------- |
|       | Grupo do Partido Popular Europeu                  | 34 / 96   |
|       | Aliança Progressista dos Socialistas e Democratas | 27 / 96   |
|       | Verdes/Aliança Livre Europeia                     | 13 / 96   |
|       | Esquerda Unitária Europeia/Esquerda Nórdica Verde | 8 / 96    |
|       | Reformistas e Conservadores Europeus              | 6 / 96    |
|       | Aliança dos Liberais e Democratas pela Europa     | 4 / 96    |
|       | Europa da Liberdade e da Democracia Directa       | 1 / 96    |
|       | Europa das Nações e das Liberdades                | 1 / 96    |
|       | Não-Inscritos                                     | 2 / 96    |

## Partidos concorrentes
Os principais partidos concorrentes são os seguintes:
| Partido | Partido                       | Partido                       | Cabeça de Lista                      | Afiliação europeia                                       |
| ------- | ----------------------------- | ----------------------------- | ------------------------------------ | -------------------------------------------------------- |
|         |                               | União Democrata-Cristã        | Manfred Weber                        | Partido Popular Europeu                                  |
|         | União Social-Cristã           |                               | Manfred Weber                        | Partido Popular Europeu                                  |
| A União |                               |                               | Manfred Weber                        | Partido Popular Europeu                                  |
|         | Partido Social-Democrata      | Partido Social-Democrata      | Katarina Barley Udo Bullmann         | Partido Socialista Europeu                               |
|         | Aliança 90/Os Verdes          | Aliança 90/Os Verdes          | Ska Keller Sven Giegold              | Partido Verde Europeu                                    |
|         | A Esquerda                    | A Esquerda                    | Özlem Alev Demirel Martin Schirdewan | Partido da Esquerda Europeia                             |
|         | Alternativa para a Alemanha   | Alternativa para a Alemanha   | Jörg Meuthen                         | Aliança Europeia dos Povos e das Nações                  |
|         | Partido Democrático Liberal   | Partido Democrático Liberal   | Nicola Beer                          | Partido da Aliança dos Liberais e Democratas pela Europa |
|         | Eleitores Livres              | Eleitores Livres              | Ulrike Müller                        | Partido Democrata Europeu                                |
|         | Partido Pirata                | Partido Pirata                | Patrick Breyer                       | Partido Pirata Europeu                                   |
|         | Partido dos Direitos Animais  | Partido dos Direitos Animais  | Martin Buschmann                     | Euro Animal 7                                            |
|         | Partido Nacional Democrático  | Partido Nacional Democrático  | Udo Voigt                            | Aliança pela Paz e Liberdade                             |
|         | Partido da Família            | Partido da Família            | Helmut Geuking                       | Movimento Político Cristão Europeu                       |
|         | Partido Democrático Ecológico | Partido Democrático Ecológico | Klaus Buchner                        |                                                          |
|         | O Partido                     | O Partido                     | Martin Sonneborn                     |                                                          |

## Resultados oficiais
| Partido                 | Partido                                      | Partido                                      | Votos          | %               | +/-     | Deputados | +/-     |
| ----------------------- | -------------------------------------------- | -------------------------------------------- | -------------- | --------------- | ------- | --------- | ------- |
|                         |                                              | União Democrata-Cristã                       | 8 437 093      | 22,56 / 100,00  | 7,46    | 23 / 96   | 6       |
|                         | União Social-Cristã                          | 2 354 816                                    | 6,30 / 100,00  | 0,96            | 6 / 96  | 1         |         |
| A União                 | A União                                      | 10 701 910                                   | 28,86 / 100,00 | 6,50            | 29 / 96 | 5         |         |
|                         | Aliança 90/Os Verdes                         | Aliança 90/Os Verdes                         | 7 675 584      | 20,53 / 100,00  | 9,83    | 21 / 96   | 10      |
|                         | Partido Social-Democrata                     | Partido Social-Democrata                     | 5 914 953      | 15,82 / 100,00  | 11,45   | 16 / 96   | 11      |
|                         | Alternativa para a Alemanha                  | Alternativa para a Alemanha                  | 4 103 453      | 10,97 / 100,00  | 3,93    | 11 / 96   | 4       |
|                         | A Esquerda                                   | A Esquerda                                   | 2 056 010      | 5,50 / 100,00   | 1,89    | 5 / 96    | 2       |
|                         | Partido Democrático Liberal                  | Partido Democrático Liberal                  | 2 028 353      | 5,43 / 100,00   | 2,07    | 5 / 96    | 2       |
|                         | O Partido                                    | O Partido                                    | 898 386        | 2,40 / 100,00   | 1,77    | 2 / 96    | 1       |
|                         | Eleitores Livres                             | Eleitores Livres                             | 806 590        | 2,16 / 100,00   | 0,70    | 2 / 96    | 1       |
|                         | Partido dos Direitos Animais                 | Partido dos Direitos Animais                 | 541 984        | 1,45 / 100,00   | 0,20    | 1 / 96    | Estável |
|                         | Partido Democrático Ecológico                | Partido Democrático Ecológico                | 370 006        | 0,99 / 100,00   | 0,35    | 1 / 96    | Estável |
|                         | Partido da Família                           | Partido da Família                           | 273 755        | 0,73 / 100,00   | 0,04    | 1 / 96    | Estável |
|                         | Volt Alemanha                                | Volt Alemanha                                | 248 824        | 0,67 / 100,00   | Novo    | 1 / 96    | Novo    |
|                         | Partido Pirata                               | Partido Pirata                               | 243 363        | 0,65 / 100,00   | 0,80    | 1 / 96    | Estável |
|                         | Outros (que falharam a eleição de deputados) | Outros (que falharam a eleição de deputados) | 1 436 060      | 4,08 / 100,00   |         | 0 / 96    |         |
| Votos inválidos         | Votos inválidos                              | Votos inválidos                              | 422 740        | 1,12 / 100,00   | 0,54    |           |         |
| Total                   | Total                                        | Total                                        | 37 811 971     | 100,00 / 100,00 |         | 96 / 96   |         |
| Eleitorado/Participação | Eleitorado/Participação                      | Eleitorado/Participação                      | 61 574 137     | 61,41 / 100,00  | 13,29   |           |         |
| Fonte                   | Fonte                                        | Fonte                                        | [ 3 ]          | [ 3 ]           | [ 3 ]   | [ 3 ]     | [ 3 ]   |

## Composição 2019-2024

### Partidos nacionais
| Partido | Partido                       | Deputados | Grupo                                             |
| ------- | ----------------------------- | --------- | ------------------------------------------------- |
|         | União Democrata-Cristã        | 23 / 96   | Grupo do Partido Popular Europeu                  |
|         | Aliança 90/Os Verdes          | 21 / 96   | Verdes/Aliança Livre Europeia                     |
|         | Partido Social-Democrata      | 16 / 96   | Aliança Progressista dos Socialistas e Democratas |
|         | Alternativa para a Alemanha   | 11 / 96   | Identidade e Democracia                           |
|         | União Social-Cristã           | 6 / 96    | Grupo do Partido Popular Europeu                  |
|         | A Esquerda                    | 5 / 96    | Esquerda Unitária Europeia/Esquerda Nórdica Verde |
|         | Partido Democrático Liberal   | 5 / 96    | Renovar Europa                                    |
|         | O Partido                     | 2 / 96    | Verdes/Aliança Livre Europeia                     |
|         | Eleitores Livres              | 2 / 96    | Renovar Europa                                    |
|         | Partido dos Direitos Animais  | 1 / 96    | Esquerda Unitária Europeia/Esquerda Nórdica Verde |
|         | Partido Democrático Ecológico | 1 / 96    | Verdes/Aliança Livre Europeia                     |
|         | Partido da Família            | 1 / 96    | Reformistas e Conservadores Europeus              |
|         | Volt Alemanha                 | 1 / 96    | Sem grupo                                         |
|         | Partido Pirata                | 1 / 96    | Verdes/Aliança Livre Europeia                     |

### Grupos Parlamentares
| Grupo | Grupo                                             | Deputados |
| ----- | ------------------------------------------------- | --------- |
|       | Grupo do Partido Popular Europeu                  | 29 / 96   |
|       | Verdes/Aliança Livre Europeia                     | 25 / 96   |
|       | Aliança Progressista dos Socialistas e Democratas | 16 / 96   |
|       | Identidade e Democracia                           | 11 / 96   |
|       | Renovar Europa                                    | 7 / 96    |
|       | Esquerda Unitária Europeia/Esquerda Nórdica Verde | 6 / 96    |
|       | Reformistas e Conservadores Europeus              | 1 / 96    |
|       | Sem grupo                                         | 1 / 96    |